# Cofradía de la Verónica y la Santa Faz
La Cofradía de la Verónica y la Santa Faz es una cofradía de culto católico que tiene su sede canónica en la Iglesia de San Benito Abad de la ciudad de San Cristóbal de La Laguna, en la isla de Tenerife, en la comunidad autónoma de Canarias (España).

## Historia
Fue fundada el 20 de octubre de 1980 por iniciativa de un grupo de jóvenes de la parroquia de San Benito en el barrio homónimo. Sus estatutos fueron aprobados en 1981 por el obispo de Tenerife Damián Iguacen Borau. Ese mismo año desfiló por vez primera en procesión siendo el único paso y cofradía de la Semana Santa de San Cristóbal de La Laguna procedente del barrio de San Benito.

## Titulares
- La Verónica y la Santa Faz: Este paso representa el encuentro de Cristo con la Verónica la cual le limpia el rostro quedando estampado en el paño el rostro de Cristo, la "Santa Faz". El Cristo y la mujer samaritana son obras de Ezequiel de León, quién las realizó en 1990 y en 1980 respectivamente. La Verónica es obra de Juan Ventura de 1995.

## Salidas Procesionales
- Miércoles Santo: A las 18:00 horas, procesión de La Verónica y la Santa Faz.[2]

- Viernes Santo: A las 17:00 horas, Procesión Magna.[2]